# Batalla del Cabo de San Vicente (1606)
La batalla del Cabo de San Vincente fue un combate naval que disputaron españoles y holandeses el 16 de junio o el 6 de octubre de 1606 en el marco de la guerra de los Ochenta Años. La flota española del almirante Luis Fajardo y Chacón atacó a la holandesa del almirante Willem Haultain y del vicealmirante Regnier Klaazoon, que bloqueaba la costa portuguesa para interceptar la Flota de Indias. La batalla concluyó con victoria española; el buque insignia de la armada holandesa fue destruido, otros dos barcos fueron apresados por el enemigo y Haultain volvió con el resto de la escuadra a los Países Bajos sin haber logrado su propósito.

## Antecedentes
La guerra anglo-española (1585-1604) acabó con el tratado de paz de 1604 mientras que la guerra de los Ochenta Años entre España y las Provincias Unidas continuó. El poderío naval español menguaba, falto de barcos y dinero, al tiempo que el holandés crecía y le permitía a las Provincias Unidas acometer ataques tanto contra la costa española como en los territorios de ultramar.

## Preludio
El almirante Haultain zarpó de los Países Bajos en 1606 con una flota que debía recorrer la costa ibérica. Las fuentes difieren en algunos detalles de la travesía. Según las holandesas, a Haultain se lo despachó a principios de año con una escuadra de veinticuatro barcos para hostigar a la flota mercante hispano-lusa, aunque con escasos resultados. Volvió a la zona en septiembre en compañía del vicealmirante Klaazoon para seguir patrullando con una flota de diecinueve galeotas de gran calidad y dos yates, bien armados y con buenas tripulaciones. Las fuentes españolas afirman que los holandeses tenían sesenta o setenta barcos con los que recorrían el mar entre las Azores y la costa de Portugal y desde Lisboa al cabo de San Vicente.
El comercio español con América estaba interrumpido por el bloqueo holandés y la falta de navíos para romperlo. La flota mercante portuguesa, lista para zarpar de Lisboa, hubo de desembarcar la mercancía ante la presencia del almirante holandés. Haultain apresó algunos barcos y atacó algunos pueblos costeros, si bien ni unos ni otros eran su objetivo. Por su parte, el almirante Fajardo intentaba organizar una flota en Lisboa para acabar con la holandesa que bloqueaba el tráfico y poder reanudar el comercio; pudo reunir con gran dificultad algunos galeones o naos.

## Batalla

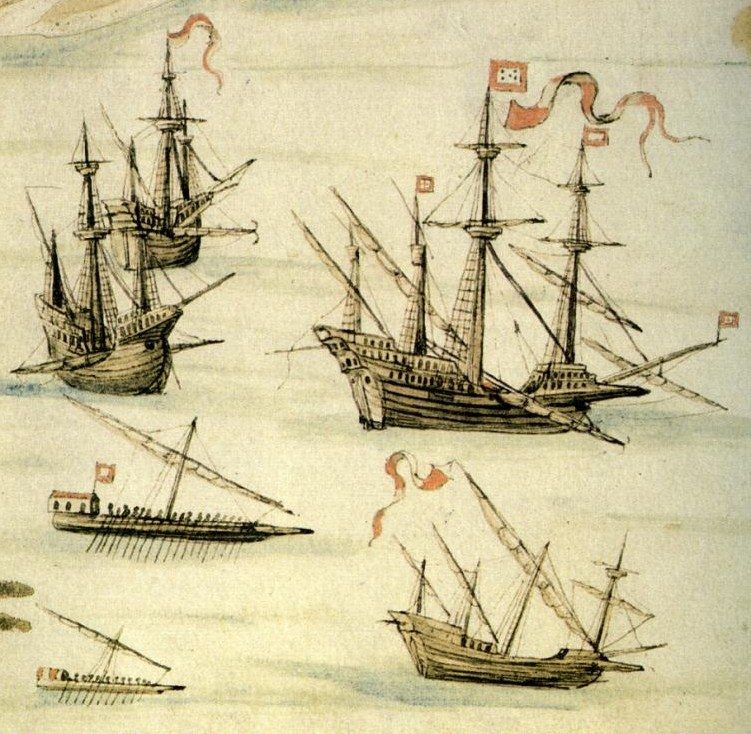
Naos, galeón (arriba a la derecha), galera y barcos menores (abajo). Tanto las fuentes españolas como las holandesas indican que en la batalla los dos bandos contaron con naves grandes y pequeñas, como las de la imagen.

El 16 de junio, según las fuentes españolas, o el 6 de octubre, según las holandesas, ambas flotas se encontraron cerca del cabo de San Vicente. Haultain dobló el cabo para interceptar a la Flota del Tesoro española. Cuando avistaron los barcos españoles, los holandeses creyeron que era la flota proveniente de América, pero en vez de mercantes cargados con tesoros, se habían topado con los navíos de guerra de Fajardo. Las fuentes tampoco coinciden en el número de barcos de cada flota: las españolas indican que Fajardo contaba con veinte barcos y Haultain con veinticuatro, ya que algunos buques holandeses se habían retirado de la zona al enterarse de los preparativos navales de Fajardo en Lisboa. Las fuentes holandesas, por su parte, afirman que los españoles tenían más de veintiséis galeones, galeras y barcos menores, mientras que Haultain solo disponía de catorce navíos, pues había perdido varios en una tormenta que se desató cerca de la costa portuguesa.
La aparición de los grandes galeones españoles amedrentó a los marineros holandeses. Haultain celebró un breve consejo de guerra con sus principales oficiales en el que se decidió que la escuadra se retirase, pues se consideraba en inferioridad frente al enemigo. Sin embargo, Fajardo logró alcanzar tres barcos, entre ellos la nave capitana del vicealmirante Klaazoon, que las fuentes holandesas afirman que se mantuvo firme mientras el resto de la flota huía. En la batalla que siguió, cinco barcos españoles acometieron al de Klaazoon, que cercaron. Haultain intentó socorrerlo con otros cinco navíos, pero la violencia de la acometida española lo impidió y deshizo la formación: los barcos holandeses abandonaron el intento se auxiliar al vicealmirante y se retiraron desordenadamente. El cañoneo de los españoles infligió graves daños y varias bajas al barco de Klaazoon. Este, consciente de que no podía escapar y no deseando ser apresado, acordó con los supervivientes de la tripulación, unos sesenta hombres de los que algunos estaban gravemente heridos, volar la santabárbara. Únicamente dos marineros sobrevivieron a la explosión, que fueron rescatados por los españoles, aunque murieron al poco tiempo de las heridas. Los españoles apresaron otros dos barcos holandeses, que se rindieron, y persiguieron al resto hasta que abandonaron la zona.
Los historiadores españoles recalcan el mérito de la victoria de Fajardo, cuya flota había sido improvisada y contaba con tripulaciones inexpertas, frente a la veterana de Haultain. Los holandeses, por su parte, critican la falta de belicosidad de Haultain, diferente de su actuación del año anterior, cuando había atacado un convoy mercante en el Paso de Calais.

## Consecuencias
Haultain regresó a los Países Bajos con los barcos que le quedaban, incluidos los que habían desaparecido durante la tormenta previa a la batalla, pero con su reputación maltrecha. La victoria española desbarató el bloqueo y permitió reanudar el tráfico comercial entre la península ibérica y América. La Flota del Tesoro que Haultain había esperado en vano apresar llegó sin incidentes a Sanlúcar pocos días después, con copiosos aportes para la apurada Hacienda. La formaban quince barcos a la órdenes de los generales Alonso de Ochares Galindo y Ganevaye, que llevaban según el registro, 1 914 176 dólares en lingotes para el rey y 6 086 617 de los comerciantes privados, además de otras mercancías de valor, el rendimiento de dos años de explotación de los territorios de Perú, Brasil y Nueva España.
Las campañas terrestres y navales holandesas de 1606 tuvieron magros resultados. En tierra, el príncipe Mauricio de Nassau se limitó a seguir al Ejército de Flandes de Ambrosio Spínola, que pudo apoderarse de algunas ciudades ante la pasividad holandesa, si bien no fueron conquistas que cambiasen el curso de la guerra. La derrota de Haultain fue un revés más de los sufridos por los holandeses ese año, que no acometieron ninguna empresa más ni terrestre ni naval en lo que quedaba de él.